# McNish Mountain
McNish Mountain (auch: Table Mountain) ist ein Berg der Insel Antigua, im Inselstaat Antigua und Barbuda.

## Geographie
Der Hügel erreicht eine Höhe von 320 m. Er liegt im Zentrum der Insel an der Grenze der Parishes Saint John und Saint Mary.